# Christos Christofias
Christos Christofias (griechisch Χρίστος Χριστόφιας; * 5. Juni 1983 in Kato Dikomo, Bezirk Kyrenia) ist ein zyprischer Politiker der Fortschrittspartei des werktätigen Volkes AKEL (Anorthotiko Komma Ergazomenou Laou), der seit 2021 Mitglied des Repräsentantenhauses (Vouli ton Antiprosópon) ist.

## Leben
Christos Christofias, Sohn des AKEL-Politikers und späteren Staatspräsidenten Dimitris Christofias (1946–2019) und dessen Ehefrau Elsi Christofia (* 1952), absolvierte nach dem Schulbesuch ein Studium der Politikwissenschaften und Geschichtsstudium an der Pantion-Universität Athen, welches er mit einem Bachelor in Political Science and History beendete. Während seiner Studienzeit war er zwischen 2004 und 2005 Präsident und daraufhin von 2005 bis 2007 Organisator der zypriotischen Studentenorganisation Proodeftiki in Athen. Nach Abschluss seines Studiums wurde er hauptamtlicher Mitarbeiter der Vereinigten Demokratischen Jugendorganisation EDON (Ενιαία Δημοκρατική Οργάνωση Νεολαίας) und fungierte anfangs zwischen 2010 und 2012 als Sekretär der Studentenabteilung von EDON (2010–2012), daraufhin zwischen 2012 und 2014 als zentraler Studentenbeauftragter sowie von 2014 bis 2015 als zentraler Organisationssekretär, ehe er zwischen 2015 und 2020 Generalsekretär von EDON war. Daneben begann er sein politisches Engagement für die Fortschrittspartei des werktätigen Volkes AKEL und war unter anderem Mitglied des Zentralkomitees (ZK) sowie des Exekutivbüros der AKEL. Ferner fungierte er als Exekutivsekretär der AKEL im Bezirk Nikosia und im Bezirk Kyrenia.
Bei der Parlamentswahl am 30. Mai 2021 wurde Christofias für die AKEL im Wahlkreis Kyrenia zum Mitglied des Repräsentantenhauses gewählt und gehört diesem seither an. In der aktuellen Legislaturperiode ist er stellvertretender Vorsitzender des Ständigen Ausschusses des Repräsentantenhauses für Arbeit, Wohlfahrt und Sozialversicherung sowie Mitglied des Ständigen Ausschusses für Bildung und Kultur, des Ständigen Ausschusses für Gesundheit sowie des Ständigen Ausschusses des Repräsentantenhauses für Flüchtlinge, die in Enklaven untergebracht, vermisst und gefährdet sind.
Aus seiner Ehe mit Marina Savva gingen zwei Töchter hervor.